# 뱀자리
뱀자리(Serpens [ˈsɝpənz])는 천구의 적도에 걸쳐 있는 긴 별자리로, 현대 88개 별자리 중 하나이다. 동아시아의 별자리에서는 천시원의 담장에 해당한다.

## 특징
여러 별자리들 중 유일하게 둘로 나뉘어 있다. 뱀의 머리를 뜻하는 'Serpens Caput'이 서쪽에, 뱀의 꼬리를 의미하는 'Serpens Cauda'가 동쪽(왼쪽)에 위치한다. 둘 사이에는 뱀주인자리(Ophiuchus)가 뱀을 쥐고 있는 형상으로 놓여 있다.

## 별과 천체
뱀자리는 둘로 나뉘어 있음에도 하나의 별자리로 취급된다. 바이어의 별목록에서도 두 부분을 합쳐 순서를 매겼다.
뱀자리에는 1개의 별만이 3등급보다 밝다.
- 뱀자리 α성(α Serpentis)는 우누칼하이(Unukalhai)라는 이름이 있으며, 머리쪽에 위치한다.
- 뱀자리 δ성(δ Serpentis)은 머리쪽에 위치하며, 210 광년 떨어져 있는 이중성이다.
- 뱀자리 θ성(θ Serpentis)은 꼬리쪽에 있는 이중성이다.

뱀자리의 머릿쪽은 α, β, γ, δ, ε, ι, κ, λ, μ, π, ρ, σ, τ, χ, ω 별을 포함하며, 꼬리쪽은 ζ, η, θ, ν, ξ, ο 별이 포함된다.

### 어두운 천체들
- M5(메시에 5번)는 뱀머리의 α별 남서쪽으로 8°에 위치한 구상성단이다.
- M16(메시에 16번)은 젊은 산개성단으로, '독수리 성운'과 같은 곳에 위치한다. 독수리 성운은 현재 별이 생성되는 확산성운이다. 꼬리 쪽에 위치한다.
- MWC 922는 윌슨산 천문대에서 발행한 윌슨산 목록(Mount Wilson Catalog)에 수록된 성운으로, 완벽한 대칭의 직사각형 모양으로 주목받았다. 이는 'IRAS 18184-1302'라고도 불리며, 적경 18h 21m 16s, 적위 -13° 01′ 27″에 위치하며, 뱀꼬리쪽의 M16 부근에서 찾을 수 있다.

- 은하수의 일부가 꼬리 쪽을 지난다. (성도 참조)

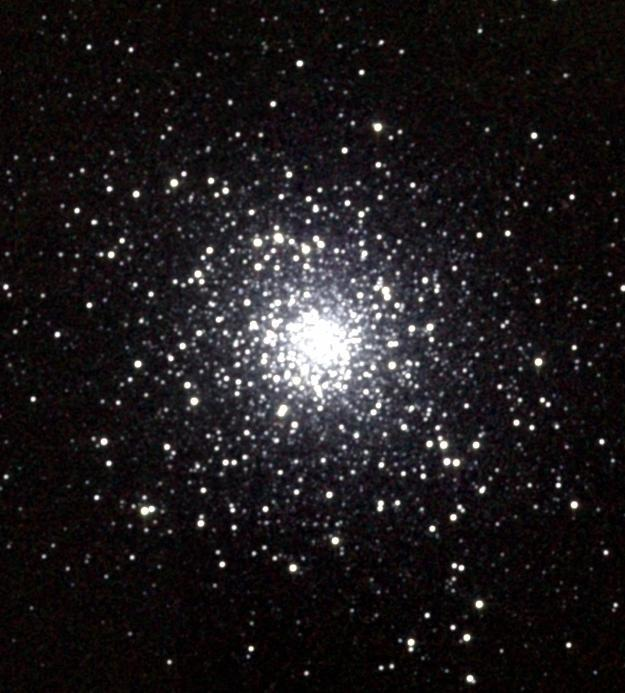
M5 구상성단
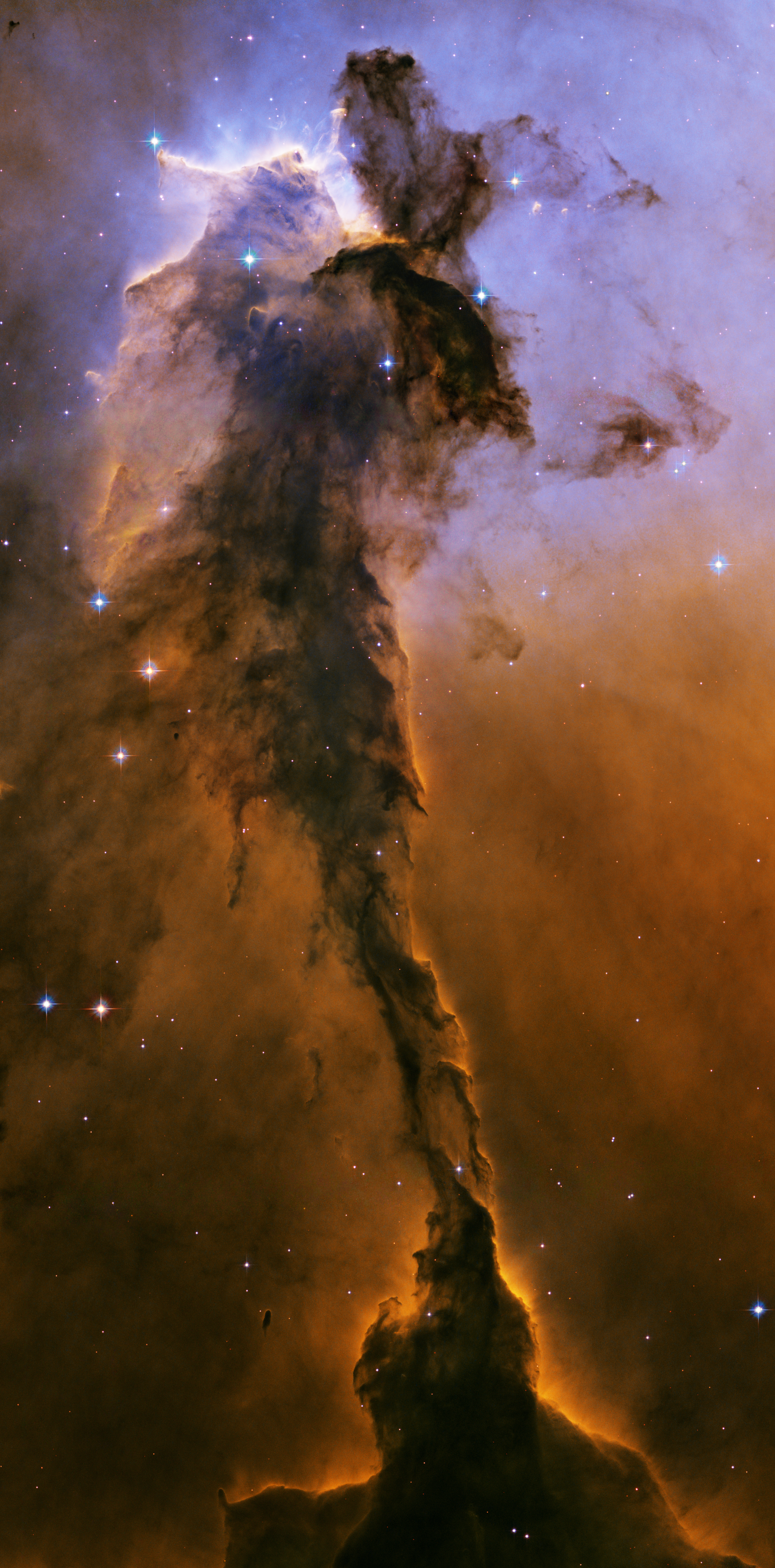
M16 독수리 성운
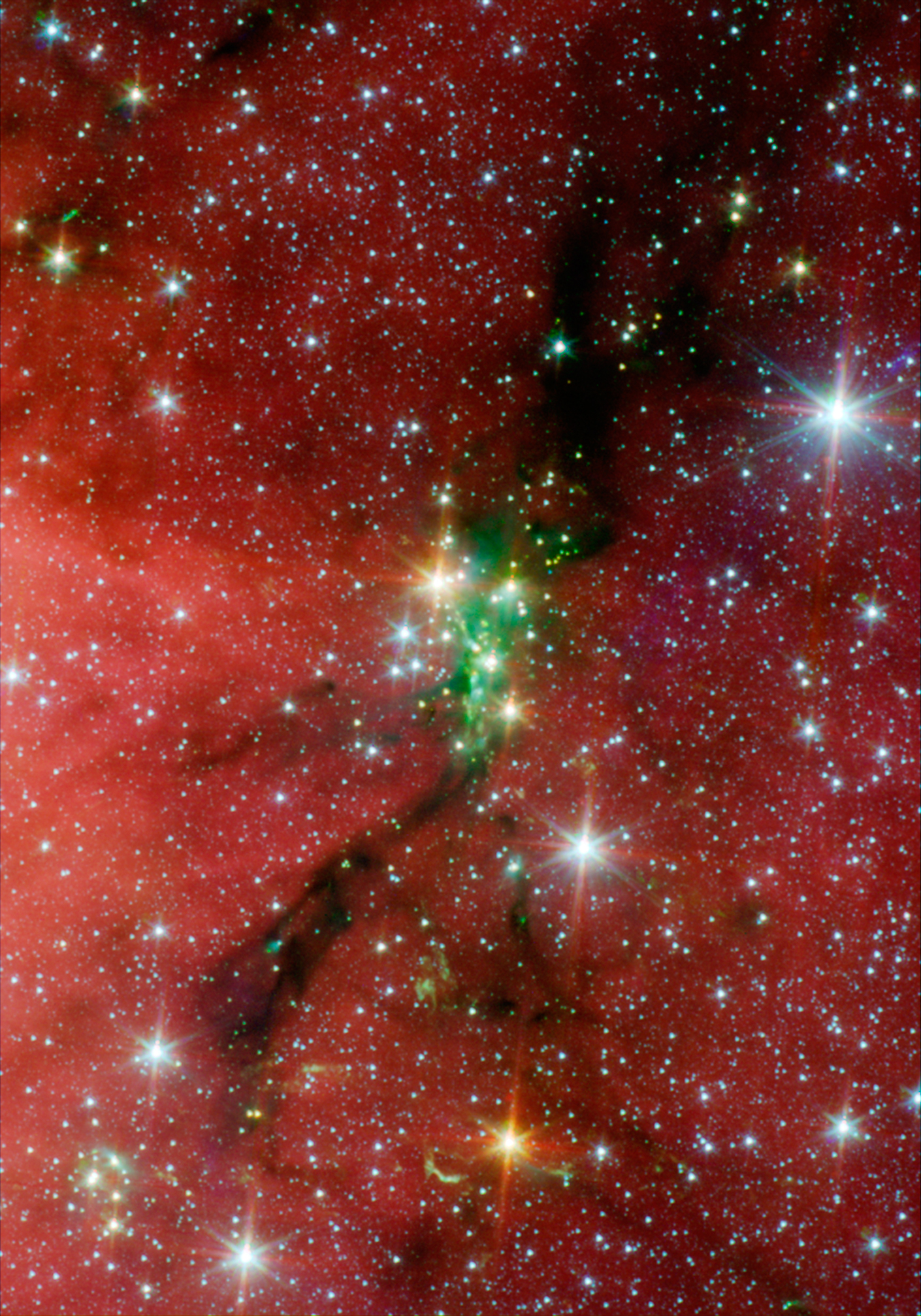
뱀자리남쪽 산개성단

- 뱀자리 남쪽 성단(Serpens South star cluster)을 미국 항공우주국(NASA)의 스피처 우주 망원경(Spitzer Space Telescope)이 뱀자리의 성운의 남쪽에서 찾아내었다. 이는 적외선 관측이 가능한 우주망원경을 통하여 가능했는데, 가시광선의 영역은 뱀자리의 성운으로부터 완전히 가려지기 때문이다.

## 신화와 역사
뱀자리는 뱀주인(땅꾼)에게 잡혀 있는 형상이며, 매우 가깝게 관련되어 있다. 두 별자리는 모두 톨레미의 48개 별자리에 속한다. 처음에는, 뱀자리와 뱀주인자리는 하나의 '뱀주인자리'였다. 이들은 의약의 기초에 대한 신화에 관련되어 있다.
아스클로피우스의 뱀이다.

## 같이 보기
- 뱀주인자리
- 물뱀자리
- 바다뱀자리